# Maison de Michael et Anna Ancher
La maison de Michael et Anna Ancher (en danois : Michael og Anna Anchers Hus) est la résidence des peintres Michael et Anna Ancher à Skagen, Danemark. Ils étaient des personnages centraux de la communauté artistique des peintres de Skagen au XIXe siècle. Ils vécurent dans cette maison durant cinquante ans et en 1913 l'agrandirent avec un atelier annexe conçu par Ulrik Plesner.
La maison est maintenant une maison-musée et expose nombre de leurs œuvres. En 1989, le musée est agrandi avec la maison voisine, la maison Saxild, qui accueille des expositions temporaires.

## Histoire
Après leur mariage en 1880, Michael et Anna Ancher habitent dans le pavillon au Brøndums Hotel qui appartenait aux parents d'Anna.
Leur maison à Markvej est achetée en 1884. En 1913, un grand studio annexe est ajouté à la propriété.
Après la mort de Michael et 1927 et d'Anna en 1935, la résidence est reprise par Helga Ancher, leur unique enfant, qui la détient jusqu'à sa mort en 1964. Elle lègue la maison et son contenu à une fondation. L'ancienne résidence est restaurée et un musée est ouvert.
En 1989, la fondation Aage V. Jensens achète la maison voisine, la maison Saxild (Saxilds Gaard), et la donne au musée. Cette maison avait été la propriété de la famille Saxild depuis la fin du XVIIIe siècle jusqu'en 1959. L'aile Est de la maison a été une boulangerie de 1810 à 1919.

## Maison Ancher auXXIesiècle
Les meubles et peintures originaux créés par les Anchers et les autres artistes de Skagen sont exposés dans la maison et l’atelier restaurés.
La maison Saxild héberge des expositions temporaires.